# بهمنی (شازند)
بهمنی روستایی در دهستان نهرمیان بخش زالیان شهرستان شازند استان مرکزی ایران می باشد. مراکز آموزشی موجود در روستا دبستان دوره ابتدای می باشد. همچنین ساختمان دهیاری در سال۱۳۹۵ با مدیریت رییس شورا حمیدرضا صمدی و مراکز آموزشی افتتاح گردید!

## جمعیت
بر پایه سرشماری عمومی نفوس و مسکن در سال ۱۳۹۵ جمعیت این روستا ۶۲۹ نفر (۱۸۷خانوار) بوده‌است.